# Mando Diao
I Mando Diao sono una band indie/garage rock svedese. La loro musica è caratterizzata da un sound che rimanda direttamente al rock and roll targato anni sessanta.

## Storia
La storia dei Mando Diao ha inizio nel 1999 quando il chitarrista/cantante Björn Dixgärd (Dalarna, 18 maggio 1981) e Daniel Häglund all'organo danno vita ai Butler, improntando il sound ad un rock morbido e delicato. Quando Bjorn, qualche anno dopo, incontra al college Gustaf Norén (chitarra) e Fredrik Nilsson (basso) lo stile musicale viene stravolto e prende una via più simile a quella attuale. Nel 1998 entra nel gruppo anche il batterista Anton Grahnstrom. Successivamente Anton e Fredrik verranno sostituiti da Samuel Giers e da Carl Johan Fogelklou. Così costituita la band inizia a mostrarsi dal vivo, finché il singolo del 2002 Motown Blood li fa conoscere in tutta la Svezia. Con il primo contratto discografico arrivano anche i singoli Mr. Moon e The Band (il cui video è stato girato a Geremeas, Quartu Sant'Elena). Il primo album, Bring 'em In, è composto da un Rock'n'Roll duro e schietto, il sound è ruvido e aggressivo. Segue il singolo Sheepdog e poi Paralized. Nel 2003 è Daniel a lasciare i compagni, sostituito nella registrazione di Hurrichane Bar, e nei live, da Mats Bjorke,che entra a far parte del gruppo ufficialmente solo un anno dopo.
Il 2004 vede la pubblicazione del secondo lavoro: Hurricane Bar, in tre edizioni diverse, una per l'Europa, una per il Regno Unito ed una per il Giappone, nazione in cui la band è particolarmente apprezzata. I singoli sono stati in ordine Down In The Past, You Can't Steal My Love e God Knows.
Nel settembre del 2006 viene pubblicato il terzo atteso album (Ode to Ochrasy) che riscuote immediatamente molto successo. Nel frattempo si svolge il tour: ad agosto 2006 le date sono giapponesi, e da allora fino a novembre europee. Il 22 luglio arrivano a Firenze in occasione dell'Italia love festival (unica data italiana), dando una buona impressione al pubblico Italiano.
Curiose sono le uscite irriverenti e sfrontate del principale cantante del gruppo, Gustaf Norén, che ha dichiarato di voler dominare il mondo attraverso una Mando Diao Mania trasversale a tutte le nazioni.
Durante l'estate del 2007 è stato registrato il quarto album, "Never seen the light of day" , è commercializzato a partire dal 22 ottobre 2007. L'album arriva 13 mesi dopo la pubblicazione di Ode to Ochrasy, dopo un anno che la band ha passato tra numerosi concerti in giro per il mondo. L'album ha influenze della Dalarna, cioè la regione di provenienza della Band, ed è anticipato dal singolo "If I don't live today, then I might be here tomorrow".
Il quinto album della band intitolato "Give Me Fire" e preceduto dal singolo "Dance with somebody", è uscito il 13 febbraio 2009, ed ha subito riscosso ampi consensi dai fan della band.
Caratteristica del gruppo è la notevole prolificità nell'incidere canzoni. Il duo Dixgard/Norén è autore dell'intera discografia della band. Numerosissime sono anche le b-sides, ovvero le canzoni che non appartengono agli album, bensì sono contenute nei singoli o nelle versioni destinate al Giappone e all'Inghilterra.
Il cantante/chitarrista del gruppo Bjorn Dixgard è stato protagonista di tour da solista in Germania e Austria tra novembre e dicembre 2007.

## Formazione

### Formazione attuale
- Björn Dixgård - voce, chitarra (1999-presente)
- Samuel Giers - batteria (1999-presente)
- Carl Johan Fogelklou - basso (1999-presente)
- Mats Bjorke - organo (2004-presente)

### Ex componenti
- Fredrik Nilsson - basso (1998-1999)
- Anton Grahnstrom - batteria (1998-1999)
- Daniel Häglund - organo (1995-2003)
- Gustaf Norén - voce, chitarra (1999-2015)

## Discografia

### Album studio
- 2002 - Bring 'Em In
- 2004 - Hurricane Bar
- 2006 - Ode to Ochrasy
- 2007 - Never Seen the Light of Day
- 2009 - Give Me Fire!
- 2012 - Infruset
- 2014 - Ælita
- 2017 - Good Times
- 2019 - Bang

### Album live
- 2010 - Above and Beyond - MTV Unplugged

### Raccolte
- 2009 - The Malevolence of Mando Diao 2002-2007
- 2011 - Ghosts&Phantoms
- 2012 - Greatest Hits